# 戸田誠司
戸田 誠司（とだ せいじ、1958年3月4日 - ）は、日本の音楽プロデューサー、作曲家、編曲家。東京都出身。主な担当パートはギター、ベース、ボーカル、シンセサイザーなど。

## プロフィール
中央大学在学中に渡辺等、友田真吾らと「極東通信」を結成。後に福原まりが参加し「SHI-SHONEN」に発展。ちなみに当時4人全員が「リアル・フィッシュ」のメンバーでもあった（他のメンバーは美尾洋乃とリーダーの矢口博康）。
1982年、SHI-SHONENのデモテープが当時日本コロムビアのディレクターであった三野明洋（後にイーライセンスを創業）の目にとまり、ジューシィ・フルーツのアルバム『27分の恋』の制作を任される。「ジューシィ・フルーツ&戸田誠司」名義でアルバム全編を編曲し、ミュージシャンとしてのデビューよりも先にサウンドプロデュースを担当した作品が世に出る格好となった。
SHI-SHONENは、翌1983年に日本コロムビア内のレーベル「Shan-Shan」よりメジャーデビュー。ノン・スタンダードレーベルへの移籍や幾度かのメンバーチェンジを経て活動を停止した。
戸田とYOUの2人にギタリストの川口浩和を加え「FAIRCHILD」を結成し、1988年ポニーキャニオン「T・E・N・T」レーベルより再デビュー。当時はアミューズに所属していた。1993年に解散。
その後は、作曲家、音楽プロデューサー、ゲームプロデューサーなどとして活躍するかたわら、戸川純率いるヤプーズにも参加しギターを担当している。2004年には9年ぶりのソロアルバム『There She Goes』を発表した。

## 作品リスト

### アルバム
- Hello World :) （1995年）
- ポリゴン番長 （1996年）
- There She Goes （2004年）

### サウンドトラック
- いただきストリート・サウンドマップ （1991年）アレンジ
- モータートゥーングランプリオリジナルゲームサウンドトラック （1995年）
- モータートゥーングランプリ2サウンドトラック （1996年）
- トンズラくんオリジナルサウンドトラック （1996年）
- メタルジャケットオリジナルサウンドトラック （1996年）
- 風水先生オリジナルサウンドトラック （1996年）

### DVD
- There She Goes Again （2005年）

### 対談集
- TECHNO BRAIN (ソフトバンク) （1997年）

## TV
- NHKニュースおはよう日本 テーマ曲（1995年4月3日 - 1997年3月31日）
- アニメ『Gu-Guガンモ』OP曲『ガンモ・ドキッ!』ED曲『ヒョコポン関係』（歌：スージー松原）編曲

## ゲームミュージック
- ウルティマ 聖者への道(1989年 FC)
- AD&D ヒーロー・オブ・ランス (1989年 PC98/1991年 FC・MSX2)
- AD&D プール・オブ・レイディアンス (1989年 PC98/1991年 FC)

## 楽曲提供・アレンジ
- 作詞・作曲・編曲
  - 月の裏側/伊武雅刀
  - BE MY BOY/内田有紀

- 作曲・編曲
  - 箱入り娘の嘆き/中山忍  (作詞：YOU)
  - I Love Youは嘘の言葉/THE東南西北  (作詞：松本隆)
  - 消えたプリンセス/富田靖子（作詞：三浦徳子）
  - マモー・ミモー 野望のテーマ 〜情熱の嵐〜/マモー・ミモー  (作詞：マモー)
  - 女性的な、あまりに女性的な/宮村優子 (作詞：戸川純)
  - 秘密結社〜金曜日の黒ミサ/宮村優子（作詞：戸川純）

- 編曲
  - Dry・Dry/鈴木雅之（作詞：西尾佐栄子、作曲：鈴木雅之）
  - 冷たい月の夜/相田翔子 (作詞・作曲：相田翔子)
  - ペンション/嘉門達夫 (作詞・作曲：嘉門達夫)
  - ユカイなモッコリ/嘉門達夫 (作詞・作曲：嘉門達夫)
  - ツッコミ・ドレミファドン/嘉門達夫 (作詞・作曲：嘉門達夫)
  - マリオネットの涙/松田聖子(作詞：松本隆、作曲：久保田洋司)
  - Down Town Boy/小泉今日子(作詞：小室みつ子、作曲：小室哲哉)
  - 怒濤の恋愛/高見知佳(作詞：戸川純、作曲：矢野顕子)
  - 夢見るシェルター人形(夢見るシャンソン人形)/ジューシィ・フルーツ (作詞：セルジュ・ゲンスブール、日本語詞：ちあき哲也、作曲：セルジュ・ゲンスブール)

## プロデュース
- 早瀬優香子
- crybaby（中田あすみと白石あやののデュオ）
- 立花ハジメ『Beauty&Happy』
- 『765 MEGA-MIX』 - ナムコのゲームミュージックをハウスリミックス。
- 『熱唱!!STREET FIGHTER II』 - アレンジ、1曲ボーカル。